# Rising Reysol
『Rising Reysol!』（ライジング レイソル）は、千葉テレビ放送（チバテレ）の柏レイソル応援番組。毎月第4日曜日にチバテレ第2スタジオから生放送。日立グループの一社提供番組。

## 概要
前身番組の『CAN DO レイソル』が2005年、レイソルのJ2降格を機に2006年3月をもって放送終了。2006年4月、その後継番組として本番組が誕生した（当時の番組名は「Risingレイソル!」）。2008年6月からセットが大幅に変わり、それに伴いタイトルロゴも、現在使用されているRising Reysol!と英文字になった。
2009年4月以降のジェフ千葉応援番組（『WIN BY ALL!』→『ジェフ魂12Returns』→『WIN BY ALL!』）は15分番組なので、レイソルの方が広報活動に力を入れているといえる。
放送内容としては、先月放送翌日から放送前日までに行われた試合結果および佐藤大による解説を中心としている。他に、選手へのインタビューやお便り紹介などからなる。
柏レイソルの前身が日立製作所本社サッカー部ということもあり、前述の通り日立グループの一社提供番組である。2024年3月に、同じく日立グループ一社提供番組の『日立 世界・ふしぎ発見!』（TBSテレビ）がレギュラー放送終了したため、同年4月からは地上波唯一の日立グループ一社提供番組である。一方で当番組でも放送され、柏レイソルの応援歌としても用いられている『日立の樹』（いわゆる、「この木なんの木」）のCMは同年4月以降一時的に行われなくなった。しかし石崎がMC就任した2025年1月より再度復活している（ただし同年4月以降は、同時期に開幕した大阪・関西万博で日立がプラチナパートナーとなる「フューチャーライフ万博・未来の都市」のパビリオン宣伝に充てられているため休止している。）。
2007年度から2010年度までは次回予告を兼ねた番宣CMを流していた。これはチバテレでは極めて珍しい。また、その月の放送が終了すると、翌日以降に次回（翌月）に放送予定分の番宣CMが流れる。当時のCMはあや吉と佐藤大のコント形式CMが基本であり、他にも以下のような特徴があった。2011年は月毎のCMは作られず、通年使用されるCMに変わっている。
- かつては、広報担当もCMに加わっていた
- 放送時間が変更された場合等に「夜8:30」と言っている部分の音声が切れるため、一瞬無音になることがある（高校野球や選挙特番等で急遽時間変更があると発生することがある）
- 2009年8月23日放送予定分のCMでは、その年の『速報!今日の高校野球』出演メンバー（司会のこなつ、出演アナウンサー）がゲスト出演した
- 2010年になると、チバテレ39周年記念CMと絡めたもの、マリーンズナイターと絡めた内容（この2つはあや吉のみ出演）、佐藤大とあや吉で「大吉」と縁起を担いだ内容等、月毎に替わるCMの他にあらゆるバリエーションのCMを制作するようになっている。

## 番組の変遷
- 2006年4月9日：『Risingレイソル!』放送開始（毎月第2・第4日曜日の月2回放送）
- 2008年6月：タイトルを『Rising Reysol!』に変更
- 2009年1月：まちゃぴんに代わる新MCとして、あや吉が登場。この頃よりレイソル広報担当が出演しなくなり、現在のあや吉と佐藤大の2人体制となる。
- 2009年4月：月2回放送から月1回の放送（毎月第4日曜日）に縮小。また、翌日月曜16:30-17:00に再放送をしていたが、同月より首都圏トライアングルで『ごごたま』（テレ玉）を同時放送することになったため、再放送も取り止め。
- 2010年7月25日：チバテレで2008年以来久々にサッカー生中継（日立柏サッカー場のジェフ戦、18:15-20:00）が行われたことから[4]、『中央競馬ハイライト』を挟んで、当番組も生放送内で当日のジェフ戦の解説を行った。
- 2011年12月25日：同年12月3日の浦和レッズ戦に勝利し、J1初優勝を決めたことから、「J1優勝記念拡大スペシャル」として20:00-21:00の1時間に拡大して放送（当初予定されていた『ブギウギ専務』は放送中止）[5]。この放送に限り、再放送も2009年3月以来久々に行われ、同年12月30日に行われた。この回に限り、日立グループの他複数社提供となった。試合結果のうち、優勝を決めた浦和レッズ戦、その後行われた天皇杯については通常どおりVTR解説が行われたが、FIFAクラブワールドカップ2011については字幕での結果紹介のみだった[6]。
- 2013年1月27日：同年1月1日の天皇杯決勝に勝利し、柏レイソル発足後では初優勝したことから[7]、「天皇杯優勝記念拡大スペシャル」として20:00-20:55の55分に拡大して放送（上記同様『ブギウギ専務』は放送中止）。
- 2024年3月末までは『日立の樹』のCMも流れていたが、同年4月以降からはCMは一時的に流れなくなった。2025年1月より復活。

## 放送時間

### 現在
- 本放送：毎月第4日曜19:00-19:30（2023年4月 - ）

日曜19時台は通常『新・ええじゃないか。』を放送しているが、当番組放送日は休止し、放送予定回は千葉のみ欠番扱いとなる。

### 過去

#### 2006年度 - 2009年度
- 本放送：毎月第2日曜20:30-21:00（2006年4月 - 2009年3月）

これと現在の第4日曜放送を加えた月2回の放送だった
- 再放送：本放送翌日の月曜16:30-17:00（2006年4月 - 2009年3月）

#### 2010年度 - 2022年度
- 本放送：毎月第4日曜20:30-21:00（2006年4月 - ）

日曜は他の独立局との同時ネットで『ジャパネットたかたテレビショッピング』を放送することが多く、この場合は同日の他の時間に振り替え。

## 出演者

### 現在の出演者
- 石崎日梨（2025年1月 - ）
2025年5月から柏レイソルのPRアンバサダーに就任している[8]。
- 佐藤大（元柏レイソルゴールキーパー）

### 過去の出演者
- 木村雅子（まちゃぴん。放送開始 - 2008年12月）
- 桜林舞（レイソル球団広報）
- 大重正人（レイソル球団広報）
- 佐田志歩（2020年11月 - 2021年2月）
西谷（あや吉）の産休に伴う代役。当時、『シャキット!』月・火MC。
- 浅野夏実（2023年10月）
この回は柏髙島屋ステーションモールでの公開収録を行ったが、西谷（あや吉）の欠席に伴う代役。なお、生放送パートは西谷（あや吉）が通常通り出演。当時、『ちば朝ライブ モーニングこんぱす』月・火MC。
- 泉水はる佳（2024年4月）
放送当日、西谷（あや吉）が「高橋尚子杯ぎふ清流ハーフマラソン」参加のため生放送パートは欠席。なお、VTRパートは西谷（あや吉）が通常通り出演。元チバテレアナウンサーで、当時『ちば朝ライブ モーニングこんぱす』木・金MC。
- 西谷綾子（あや吉。2009年1月 - 2024年12月）
西谷は芸能人マラソンランナーとしても活躍しており、毎年2月の東京マラソンと当番組の放送日が重なった場合は、東京マラソンを走った直後に千葉に移動して生出演している。
2020年10月25日放送を以って産休に入るため、産休中の2020年11月 - 2021年2月は後述する佐田が担当。